# Selam Bus Line
Selam Bus Line S.C. ist ein äthiopisches Busunternehmen mit Hauptsitz in Addis Abeba, welches Fernstreckenverbindungen innerhalb Äthiopiens und nach Nairobi in Kenia anbietet.
Gegründet wurde das Unternehmen 1996 von der Tigray Development Association (TDA). 2010 betrieb das Unternehmen 29 Busse. Die Busflotte besteht mit Stand Januar 2012 aus insgesamt 29 Bussen und ist mit einem durchschnittlichen Alter von einem Jahr die modernste Busflotte Äthiopiens.
Ziele in Äthiopien sind Dire Dawa, Harar, Jijiga, Jimma, Bahir Dar, Gonder, Dese, Mek’ele, Shire, Humera, Asosa, Arba Minch und Moyale.